# Gastroboletus turbinatus
Gastroboletus turbinatus är en svampart som först beskrevs av Walter Henry Snell, och fick sitt nu gällande namn av A.H. Sm. & Singer 1959. Gastroboletus turbinatus ingår i släktet Gastroboletus och familjen Boletaceae.   Inga underarter finns listade i Catalogue of Life.

## Källor

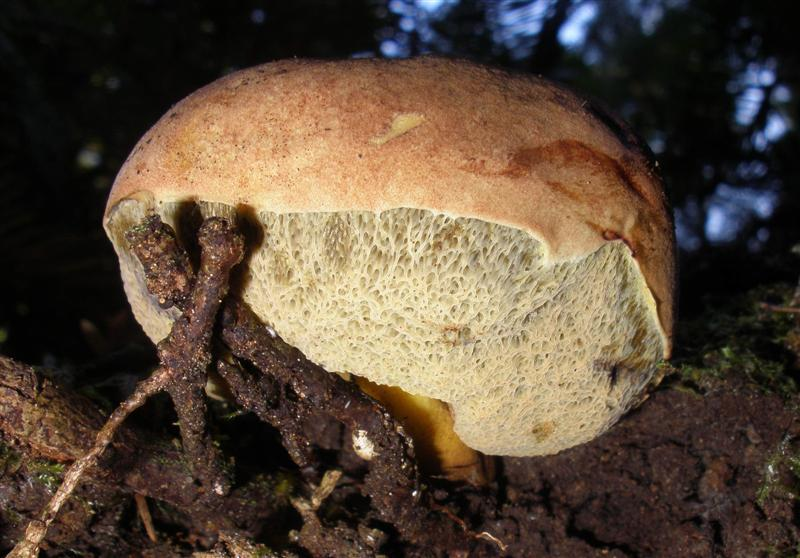
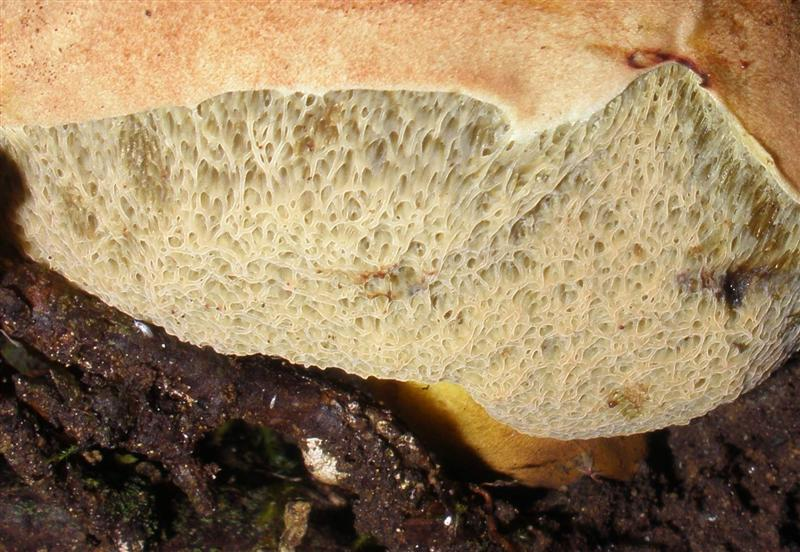